# Volksbank Kärnten
Die Volksbank Kärnten eG ist eine österreichische Regionalbank mit Sitz in Klagenfurt am Wörthersee. Das Institut beschäftigt rund 200 Mitarbeiter und betreibt 16 Standorte. Das Filialnetz liegt vollständig in Kärnten.

## Geschichte
Die Volksbank Kärnten hat ihre Wurzeln in einem 1851 gegründeten „Aushilfskassenverein“. Die erste Bankeinlage wurde mit einem Betrag von 16 Gulden am 4. November 1851 getätigt. Unter Einbeziehung des Vorgängerinstitutes GHB Bank Kärnten ist die Volksbank Kärnten die älteste Genossenschaftsbank in Österreich.
Die heutige Volksbank Kärnten entstand im Zuge der Neuordnung des gesamten Volksbankensektors in Österreich im 21. Jahrhundert. Mit Datum vom 5. April 2016 erfolgte die Verschmelzung der Volksbank Oberkärnten, Volksbank Kärnten Süd, Volksbank Feldkirchen und der Volksbank GHB Bank Kärnten zur neuen Volksbank Kärnten. Im Jahr 2021 feierte das Institut „170 Jahre Volksbank Kärnten“.

## Wirtschaftliche Daten

### Standorte
Die Volksbank Kärnten unterhält 16 Filialen, die sich alle im Bundesland Kärnten befinden. Die Bankzentrale hat ihren Sitz in der Stadt Klagenfurt am Wörthersee.

### Bilanzdaten
Die Bilanzsumme für das Jahr 2022 lag bei rund 1,5 Milliarden Euro. Die Eigenmittelquote wurde mit über 15 % angegeben. An Mitarbeitern wurden 200 ausgewiesen. Die Bank steht als Genossenschaftsbank im Eigentum der über 27.000 Mitglieder.

## Genossenschaftsbank
Die Volksbank-Genossenschaft
Die Volksbanken haben ihre Wurzel im Genossenschaftssystem nach Hermann Schulze-Delitzsch. Es gibt in Österreich einen gemeinsamen Marketing-Auftritt als Volksbanken-Verbund, ungeachtet dessen sind alle Genossenschaftsbanken rechtlich selbständig. Die Banken sind im Besitz ihrer Genossenschafter, die beim Beitritt einen entsprechenden Geschäftsanteil gezeichnet haben. Die grundsätzliche Gründungsidee der Genossenschaftsbewegung war der Gedanke von der Hilfe zur Selbsthilfe laut Schulze-Delitzsch: 

„Was du nicht allein vermagst, dazu verbinde dich mit anderen, die das gleiche wollen.“

Rechtliche Organe einer Volksbanken-Genossenschaft sind der (hauptberufliche) Vorstand, der Aufsichtsrat und die Generalversammlung, letztere ist die Versammlung der Genossenschaftsmitglieder und damit das oberste Willensbildungsgremium gemäß dem österreichischen Genossenschaftsgesetz.